# Porphyrinia albipennis
Porphyrinia albipennis är en fjärilsart som beskrevs av George Francis Hampson 1910. Porphyrinia albipennis ingår i släktet Porphyrinia och familjen nattflyn. Inga underarter finns listade i Catalogue of Life.